# Apalis personata
Apalis personata là một loài chim trong họ Cisticolidae.